# 6979 Shigefumi
6979 Shigefumi eller 1993 RH är en asteroid i huvudbältet som upptäcktes den 12 september 1993 av de båda japanska astronomerna Kazuro Watanabe och Kin Endate vid Kitami-observatoriet. Den är uppkallad efter den japanska matematikern Shigefumi Mori.
Asteroiden har en diameter på ungefär 8 kilometer.